# Ora Print
ORA PRINT a.s. (ORA) je česká mediální společnost, známá především díky kontraktu s Všeobecnou zdravotní pojišťovnou na vydávání reklamních časopisů Pohoda pojištěnce a Svět pojištěnce. 
Společnost byla založena 5. října 2000 jako S & J – MEDEA KULTUR a.s., zápis do obchodního rejstříku proběhl 1. listopadu 2000. Za jejím založením stáli podnikatelé Karel Stejskal a Roman Janoušek, kteří v té době napůl vlastnili společnost MEDEA KULTUR s.r.o. Stejskal a Janoušek zasedli i v představenstvu nové společnosti, třetím členem byla jmenována Petra Kudláčková. V dozorčí radě zasedli Vladimír Stárek (předseda), Vladimíra Duspivová (místopředsedkyně) a Simona Steiningerová. Společnost vydala akcie na majitele, akcionáři nejsou nikde evidováni a samotné akcie jsou převoditelné pouhým předáním.
Po odstoupení Stejskala a Janouška se 22. ledna 2002 stal předsedou představenstva Radek John. Současně bylo rozhodnuto o vypouštění iniciál zakladatelů a textu Medea Kultur z názvu firmy, o tři týdny později byl do obchodního rejstříku zapsán nový název ORA PRINT a.s.
V květnu 2004 Mladá Fronta DNES označila vydávání časopisu Pohoda pojištěnce za jeden ze sporných projektů VZP. 5. října 2004 vydala ORA nekotované dluhopisy úročené 14,45 % p.a. v objemu 10 milionů korun. Ve stejný den vydala nekotované dluhopisy i personálně propojená společnost CHRISI PRAGA, a.s., také za 10 milionů korun.
Za hospodářský rok končící 30. června 2005, ve kterém byla rozhodujícím předmětem činnosti společnosti výroba a distribuce časopisu Pohoda pojištěnce, vykázala ORA provozní zisk ve výši 34 milionů korun. Zůstatek na bankovním účtu činil 35 milionů korun, majetek společnosti rozšířil osobní automobil za tři miliony korun. V prosinci 2005 nově jmenovaný ministr zdravotnictví David Rath na základě výsledků kontroly hospodaření VZP tvrdil, že dvě oslovené firmy by byly schopny stlačit náklady pod 40 milionů korun. Radek John  uvedl, že Davidem Rathem oslovené firmy nezapočítaly do kalkulace distribuci časopisu poštou, jež tvoří většinu celkových nákladů.
V hospodářském roce končícím 30. června  2006 ORA nakoupila akcie farmaceutické společnosti Zentiva za 10 milionů korun, v následujícím hospodářském roce je prodala za cenu o 17 %  vyšší. Pro Pražskou energetiku ORA připravila v letech 2006-2007 "pořady zaměřené na ekologickou výchovu mládeže". V roce 2008 se čtenáři periodika Listy, který pro pražský magistrát vydává společnost Tardus (personálně propojená s ORA), mohli dočíst o „potřebném a promyšleném cyklu komunikačních pořadů zaměřených na bezpečnost silničního provozu“, který ORA připravila. Po úvodním krátkometrážním filmu vystoupili „přední odborníci na danou problematiku“, mj. i Radek John.
V hospodářském roce končícím 30. června 2008 činily mzdové náklady společnosti 13,3 milionu korun, třináctkrát více než v roce předchozím, přestože stále zaměstnávala pouze osm zaměstnanců. V průběhu následujícího hospodářského roku počet zaměstnanců poklesl na sedm, mzdové náklady však vzrostly na 31 milionů korun (průměrná roční hrubá mzda ve firmě byla 4 miliony korun). Radek John uvedl, že se počátkem roku 2002 domluvil se Zoranem Kazimirovičem na platu deset tisíc korun měsíčně, v letech 2009-2010 několikrát v médiích zopakoval: „Já jsem v té firmě za deset tisíc měsíčně“. 22. června 2009 z orgánů společnosti odstoupili Radek John a Simona Steiningerová (manželka spoluzakladatele firmy Romana Janouška). V druhé polovině roku se VZP rozhodla vypsat na vydávání klientského časopisu nové výběrové řízení. K 30. červnu 2010 měla ORA pouze jednoho zaměstnance.